# Bishopsoil
Bishopsoil var en civil parish från 1882 till 1935 då den blev en del av Gilberdyke, i grevskapet East Riding of Yorkshire, i England. Civil parish var belägen 22 km från Beverley och hade 184 invånare år 1931.